# داود باشا (صدر أعظم)
داود باشا (توفي903هـ/1498م) يلقب بـ (كوجا (Koca) ودامات) نسبة إلى مصاهرته للسلالة العثمانية، هو سياسي عثماني. وهو الصدر الاعظم الثامن عشر للدولة العثمانية، والثاني في عهد السلطان بايزيد الثاني دامت وزارته خمسة عشر سنة من 1482 إلى 1497.
كان داود باشا من أصول ألبانية مسيحية. حيث تم تجنيده في نظام الدوشيرمة وترقى في المناصب. اعتنق الإسلام في هذه الفترة.

## حياته العسكرية
في عام 1473م وكونه البكلربك لإيالة الأناضول فأنه شارك بقيادة الجيش العثماني في الانتصار على آق قويونلو في معركة أوتلق بلي.
في عام 1478م كلفه السلطان محمد الثاني بقيادة الجيش المتوجه إلى شقودرة في ألبانيا، في حين توجه السلطان لحصار مدينة كرويه. استطاع داود باشا من السيطرة على شقودرة التي كانت اخر معاقل عصبة لجة وبذلك انتهى الصراع العثماني - الألباني. وفي عام 1479م تم تعيينه كسنجق بكي لسنجق البوسنة، وكقائد لسلاح فرسان آقنجي فقد شن العديد من الحملات العسكرية على مملكة المجر.
حين توليه منصب الصدر الاعظم، قاد الجيش العثماني في حملة 1487م في الحرب العثمانية-المملوكية. في البداية خطط داود باشا للقيام بحملة هجومية شاملة ضد المماليك، لكن بايزيد الثاني ألغى خطته، فخصص له الهجوم على قبلتي تورغوت وفارساك. عندما وصل داود باشا إلى منطقتي تورغوت وفارساك، قام زعماء فارسيك بتقديم الولاء للإمبراطورية العثمانية.
توفي داود باشا في عام 20 تشرين الأول 1498م في مدينة ذيذيموتيخو مخلفا وراءه ثروة مالية هائلة. حيث أن معظم أعماله توجد بشكل رئيسي في منطقة إسطنبول الحديثة. في تلك المنطقة بنى مسجدًا يضم 108 متجرًا حوله، مدرسة، تكية، مطبخًا للسكان الفقراء ونافورة عامة تعود إلى عام 1485. وبالتالي سمي الحي كله بعده على أنه حي داود باشا، وهو جزء من حي الفاتح. أما في حي ينيكابي فقد بنى قصرًا، وأحد عشر متجرًا وحمامات عامة. وتشمل أعماله العامة الأخرى بيدستان في بيتولا والمحلات التجارية في سكوبي وبورصة. تعتبر حمامات داود باشا في مدينة سكوبي الحديثة أكبر حمامات في البلقان.